# Max Jungk

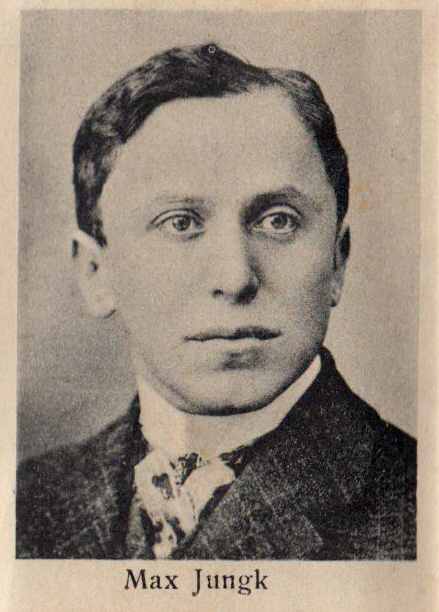
Max Jungk, um 1906

Max Jungk (* 27. Juni 1872 in Miskowitz, Böhmen, Österreich-Ungarn; † Juli 1937 in Prag; gebürtig David Baum) war ein österreichischer Theaterschauspieler und Drehbuchautor.

## Leben
Jungk gab sein schauspielerisches Debüt 1897 in Teplitz und spielte dann in Czernowitz (1899), Innsbruck (1900), Klagenfurt (1901), Troppau (1902) und Olmütz (1904). In Troppau betätigte er sich auch als Regisseur.
1903 trat er zum ersten Mal in Berlin auf. Ab 1918 schrieb er Filmdrehbücher, meist in Zusammenarbeit mit Julius Urgiß. Anfangs konzentrierte er sich auf kriminalistische Stoffe, später kamen Sensationsgeschichten und Komödien hinzu. Seit 1931 war er deutscher Staatsangehöriger. Als Juden waren er und seine Frau Sara Bravo (Künstlername Elli Branden, geboren 1. Juni 1885 in Hamburg, gestorben März 1949 in New York City) seit der Machtergreifung des NS-Regimes am 30. Januar 1933 zunehmender Verfolgung ausgesetzt. Sie folgten 1936 ihrem Sohn Robert Jungk (1913–1994) und flüchteten nach Prag.
Jungk wurde auf dem Neuen Jüdischen Friedhof Prag beigesetzt.

## Filme
- 1918: Das Glück der Frau Beate
- 1918: Der Liftjunge
- 1918: Im Schloß am See
- 1918: Der Volontär
- 1918: Lebendig tot
- 1919: Morphium
- 1919: Harakiri
- 1919: Störtebeker
- 1920: Herztrumpf
- 1920: Whitechapel
- 1920: Uriel Acosta
- 1920: Whitechapel. Eine Kette von Perlen und Abenteuern
- 1921: Der Erbe der van Diemen
- 1921: Eine Frau mit Vergangenheit
- 1921: Das Medium
- 1921: Hannerl und ihre Liebhaber
- 1921: Kinder der Finsternis, 1. Teil: Der Mann aus Neapel
- 1922: Kinder der Finsternis, 2. Teil: Kämpfende Welten
- 1921: Fräulein Julie
- 1922: Der Strom
- 1922: Sodoms Ende
- 1922: Sie und die Drei
- 1922: Brigantenrache
- 1922: Der Fluch des Schweigens
- 1922: Die Tigerin
- 1922: Der Liebesroman des Cesare Ubaldi
- 1923: Schlagende Wetter
- 1923: Der Menschenfeind
- 1924: Die Bacchantin
- 1924: Die Stimme des Herzens
- 1924: Nanon
- 1924: Zwei Menschen
- 1924: Sturz ins Glück
- 1925: Im Namen des Kaisers
- 1925: Bismarck, 1. Teil
- 1926: Wenn das Herz der Jugend spricht
- 1926: Die elf Schill’schen Offiziere
- 1926: Deutsche Herzen am deutschen Rhein
- 1926: Frauen der Leidenschaft
- 1927: Petronella
- 1927: Wenn Menschen reif zur Liebe werden
- 1927: Ein schwerer Fall
- 1927: Lützows wilde verwegene Jagd
- 1927: Wenn der junge Wein blüht
- 1927: Die Hölle der Jungfrauen
- 1929: Schwarzwaldmädel
- 1929: Schicksalswürfel (Prapancha Pash)
- 1929: Unschuld (Die kleine Veronika)
- 1931: Die schwebende Jungfrau
- 1931: Sein Scheidungsgrund
- 1933: Kind, ich freu’ mich auf Dein Kommen